# نيكولاي سمولنيكوف
نيكولاي سمولنيكوف ، من مواليد 10 مارس 1949 ، لاعب كرة قدم سوفيتي سابق.
لعب مع منتخب الاتحاد السوفيتي لكرة القدم.

## وصلات خارجية
- نيكولاي سمولنيكوف على موقع قاعدة بيانات كرة القدم.إي يو (الإنجليزية)
- نيكولاي سمولنيكوف على موقع ناشيونال فوتبول تيمز (الإنجليزية)

قالب:تشكيلة الاتحاد السوفيتي في بطولة أمم أوروبا 1968